# Метформін
Метформін (лат. Metforminum, англ. Metformin) — таблетований цукрознижувальний лікарський засіб класу бігуанідів для прийому всередину. Цей препарат застосовується для лікування цукрового діабету II типу, особливо у осіб із надлишковою масою тіла та ожирінням, але виключно у осіб із збереженою функцією нирок. Проводяться дослідження по застосуванню метформіну при гестаційному діабеті і синдромі полікістозних яєчників. Ефективність метформіну досліджувалась і при інших захворюваннях, у розвитку яких важливим фактором є резистентність до інсуліну.
При правильному застосуванні метформіну кількість побічних ефектів є незначною (найчастіше виникають шлунково-кишкові розлади), і також незначним є ризик виникнення гіпоглікемії. При передозуванні препарату і призначенні його хворим із протипоказами до застосування найсерйознішою проблемою є лактатацидоз (накопичення молочної кислоти у крові), але інших небезпек, пов'язаних із тривалим застосуванням метформіну, немає. Метформін також сприяє зниженню рівня холестерину ЛПНЩ і тригліцеридів, і його застосування не сприяє збільшенню маси тіла. Окрім цього, це єдиний антидіабетичний препарат, який сприяє зниженню смертності від серцево-судинних ускладнень при цукровому діабеті. Метформін входить до списку життєво необхідних лікарських засобів ВОЗ разом із іншим пероральним протидіабетичним засобом глібенкламідом.

## Історія створення
Метформін уперше описаний у науковій літературі в 1922 році Емілем Вернером і Джеймсом Беллом як проміжний продукт у синтезі N, N -диметилгуанідину. У 1929 році Слотта і Чеше виявили цукрознижуючу дію метформіну в кролів та відзначили, що він мав найсильнішу цукрознижуючу дію з усіх бігуанідів, котрі вивчали ці дослідники. Але результати цих досліджень були забуті, як і дослідження інших похідних бігуанідину, таких як синталін, на фоні популярності інсуліну.
Інтерес до метформіну повернувся наприкінці 40-х років XX століття. У 1950 році встановлено, що метформін, на відміну від інших подібних хімічних сполук, не знижує артеріальний тиск і частоту серцевих скорочень у тварин. у цьому ж році філіппінський лікар Еусебіо Гарсіа застосовував метформін (який він називав флюаміном) у лікуванні грипу. Він відзначив, що препарат «знижує рівень цукру в крові до мінімального фізіологічного рівня» під час лікування пацієнтів і є нетоксичним. Гарсіа також вважав, що метформін має бактеріостатичну, противірусну, протималярійну, жарознижуючу та знеболювальну дію. У 1954 році польський фармаколог Януш Супневський у серії статей не зміг підтвердити більшість із вищеперерахованих ефектів у людини, в тому числі цукрознижуючий ефект, але спостерігав деяку противірусну активність препарату.

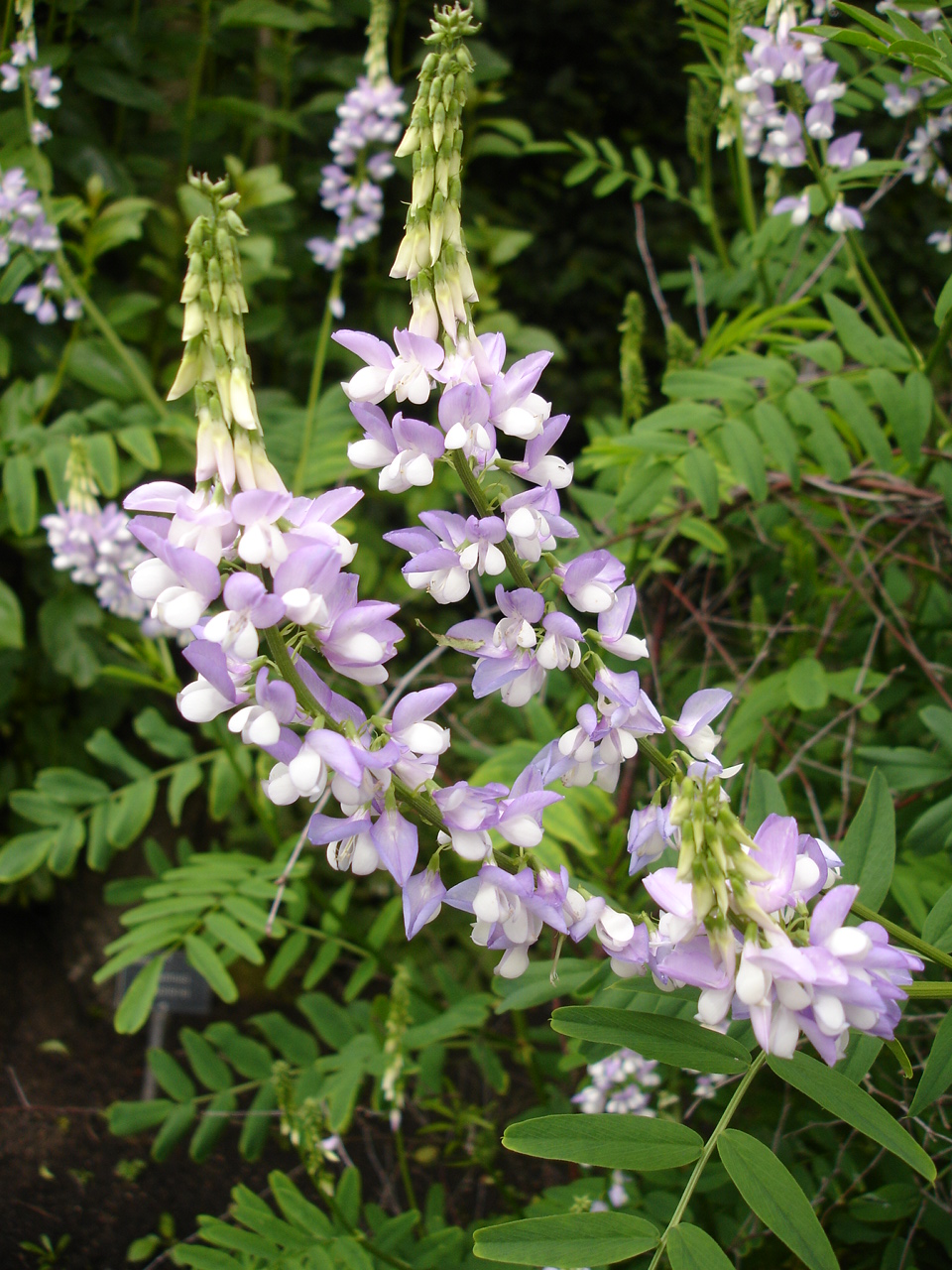
G. officinalis, природне джерело галегіну

У лікарні Сальпетрієр французький діабетолог Жан Стерн вивчав цукрознижуючі властивості галегіну (алкалоїду, виділеного із козлятника лікарського), який структурно пов'язаний із метформіном, та вивчав його короткочасне застосування як протидіабетичного засобу до розробки синталінів. Пізніше, коли Стерн працював у лабораторіях «Aron» у Парижі, він повторно досліджував цукрознижуючу активність метформіну та інших бігуанідів. Стерн першим спробував застосувати метформін для лікування цукрового діабету; він придумав назву «Глюкофаж» (фр. «Glucophage» — пожирач глюкози) для цього препарату, та опублікував результати своїх досліджень у 1957 році.
Із 1958 року метфомін став доступним у Британському національному формулярі, та розпочався його продаж у Великій Британії.
Але широкий інтерес до метформіну відродився лише після виведення із аптечного обігу інших бігуанідів у 70-х роках XX століття. Метформін був допущений до медичного застосування в Канаді у 1972 році, а у США він був схвалений FDA для лікування цукрового діабету II типу лише в 1994 році. Першою торговою назвою метформіну в США був «Глюкофаж», вироблений по ліцензії компанією «Bristol-Myers Squibb», продаж якого розпочався у США 3 березня 1995 року. Генерики препарату доступні наразі у багатьох країнах, і, на думку багатьох дослідників, метформін став найчастіше використовуваним антидіабетичним препаратом.

## Синтез і властивості речовини
Стандартний синтез метформіну вперше описаний у 1922 році. Він утворюється під час реакції гідрохлориду диметиламіну з 2-ціаногуанідином (диціандіамід) при нагріванні:
У відповідності з процедурою, описаною у 1975 році у патенті «Aron» та Енциклопедії фармакологічного виробництва (англ. Pharmaceutical Manufacturing Encyclopedia) еквімолярну кількість диметиламіну і 2-ціаногуанідину розчиняють у толуолі, охолоджуючи суміш для отримання концентрованого розчину, а потім повільно додають еквімолярну кількість хлористого водню. Отримана суміш починає кипіти самостійно, і після охолодження утворюється осад гідрохлориду метформіну із виходом 96 %.
До 2005 року вчені помилково вважали, що метформін знаходиться у протонованій таутомерній формі. Різниця енергій між правильним таутомером і уявним складала близько 9 ккал/моль. Препарат застосовується у вигляді гідрохлориду метформіну, структура якого також уточнена.
У 2008 році опублікований опис покращеного (екологічно чистого, із використанням лише кількох міліграмів реагентів та кількох крапель розчинника) методу синтезу метформіну, який полягає у вигляді п'ятихвилинної реакції з використанням ультрависокочастотного випромінювання

## Фармакодинаміка
Метформін знижує концентрацію глюкози в крові шляхом інгібування утворення глюкози (глюконеогенезу) в печінці. У хворих цукровим діабетом швидкість глюконеогенезу втричі вища за норму. Метформін знижує цей показник більш ніж на третину. Метформін активує АМФ-активовану протеїнкіназу (АМФК) — фермент печінки, який грає роль у рецепції інсуліну, а також у всьому енергетичному балансі організму та метаболізмі глюкози і жирів. Активація АМФК необхідна для запуску інгібуючого ефекту метформіну на глюконеогенез у печінці. У дослідженні. опублікованому в 2008 році, механізм дії метформіну був описаний більш детально. Дане дослідження показало, що активація АМФК необхідна для збільшення експресії білка SHP (англ. Small heterodimer partner), який, у свою чергу, пригнічує експресію фосфоенолпіруваткарбоксикінази і глюкозо-6-фосфатази, які беруть участь у глюконеогенезі. Метформін часто застосовують у дослідженнях AICA (англ. aminoimidazole carboxamide) рибонуклеотиду як агоніста АМФК. Механізм активації бігуанідами АМФК поки що залишається невідомим, проте дослідження показують, що метформін підвищує кількість цитозольного АМФ.
У дослідженнях показано, що метформін має помірну здатність до інгібування дихального комплексу І4; і, ймовірно, що дана властивість препарату лежить у основі його механізму дії.
Окрім пригнічення глюконеогенезу в печінці метформін підвищує чутливість тканин до інсуліну, збільшує периферичне захоплення глюкози (шляхом фосфорилювання фактору GLUT-4), підвищує окислення жирних кислот та зменшує всмоктування глюкози зі шлунково-кишкового тракту. Підвищення периферичної утилізації глюкози ймовірно пов'язано із покращенням зв'язування інсуліну з інсуліновими рецепторами. АМФК, імовірно, також відіграє у цьому певну роль, тому що призначення метформіну призводить до підвищення активності АМФК у скелетних м'язах. Відомо, що АМФК викликає синтез GLUT4 на плазматичній мембрані, внаслідок чого відбувається незалежний від інсуліну процес поглинання глюкози. Деякі метаболічні ефекти метформіну, найімовірніше, відбуваються за АМФК-незалежними механізмами; дослідження у 2008 році показало, що метаболічні ефекти метформіну в міокарді можуть виникати незалежно від змін у активності АМФК і можуть бути спричиненими p38 МАРК (англ. p38 mitogen-activated protein kinases) і РКС-залежними механізмами.
Метформін знижує концентрацію у крові тригліцеридів, холестерину та ліпопротеїнів низької щільності (при визначенні концентрації натще) та не змінює концентрацію ліпопротеїнів іншої щільності. Окрім цього, препарат стабілізує або знижує масу тіла. При відсутності у крові інсуліну терапевтичні властивості метформіну не спостерігаються. Препарат не викликає гіпоглікемічних реакцій. Метформін покращує фібринолітичні властивості крові внаслідок пригнічення інгібітора активатора профібринолізину (плазміногену) тканинного типу.
При застосуванні метформіну рівень глюкози у крові може знизитись на 20 %, а вміст глікозильованого гемоглобіну — на 1,5 %. Монотерапія метформіном у порівнянні із застосуванням інших пероральних цукрознижуючих засобів (піоглітазоном, акарбозою, похідними сульфонілсечовини), а також у порівнянні з дієтою, інсуліном і плацебо знижує ризик розвитку інфаркту міокарду, а також знижує загальну смертність у популяції осіб із інсулінонезалежним цукровим діабетом, про що повідомлено в систематичному огляді 29 клінічних досліджень, опублікованих у Кокранівській бібліотеці.

### Фармакокінетика
Абсолютна біодоступність метформіну (натще) складає 50—60 %, прийом препарату з їжею знижує його максимальну концентрацію в крові на 40 % і збільшує на 35 хвилин час досягнення його максимальної концентрації у крові. Абсорбція метформіну оцінюється у межах 48—52 %. Метформін швидко всмоктується у шлунково-кишковому тракті, максимальна концентрація препарату в крові досягається протягом 1—3 годин (1,81—2,69 г) при застосуванні лікарської форми із негайним вивільненням і 4—8 годин при застосуванні лікарської форми із сповільненим вивільненням. Концентрація препарату в крові не перевищує 1 мкг/мл (протягом 24—48 годин після застосування). Метформін лише в незначній кількості зв'язується з білками плазми крові, про що свідчить дуже високий об'єм його розподілу (654 ± 358 л після прийому однократної дози 850 мг). Постійний ефект спостерігається зазвичай за 1—2 доби після початку застосування препарату.
Метформін не метаболізується. Препарат виводиться з організму із сечею шляхом канальцевої секреції, та не визначається у плазмі крові через 24 години після однократного перорального застосування. Середній період напіввиведення із плазми крові становить 6,2 години (початковий — від 1,7 до 3 год., кінцевий — від 9 до 17 годин). Метформін розподіляється (та ймовірно накопичується) в еритроцитах зі значно більшим періодом напіввиведення: 17,6 годин (є повідомлення про тривалість періоду напіввиведення 18,5-31,5 годин при одноразовому застосуванні у осіб, що не хворіють на цукровий діабет).

## Показання до застосування

### Лікування цукрового діабету
Основним показанням до призначення метформіну є лікування цукрового діабету II типу, особливо в осіб з надлишковою вагою. У цій групі пацієнтів, які лікувались препаратом 10 років і більше, метформін знижував ризик ускладнень цукрового діабету і загальну смертність у групі в цілому на 30 % в порівнянні з інсуліном та препаратами сульфонілсечовини (глібенкламідом і хлорпропамідом) та на 40 % у порівнянні із групою, рекомендації для якої обмежились призначенням дієтичного харчування. Ця різниця зберігається у хворих, спостереження за якими продовжувались 5—10 років після закінчення даного дослідження. Оскільки більш ретельний контроль рівня глюкози у крові при застосуванні метформіну знижує ризик пов'язаних із діабетом кінцевих точок у хворих цукровим діабетом із надлишковою вагою, і це пов'язано із меншою імовірністю збільшення маси тіла і меншою кількістю приступів гіпоглікемії, ніж у групах пацієнтів, які застосовують інсулін і препарати сульфонілсечовини, метформін може бути препаратом вибору в групі таких пацієнтів.
При застосуванні метформіну ризик виникнення гіпоглікемії значно нижчий, ніж при застосуванні препаратів сульфонілсечовини, хоча виникнення таких приступів імовірне при інтенсивних фізичних навантаженнях, енергетичному голодуванні або при застосуванні метформіну разом із іншими цукрознижуючими препаратами. При застосуванні метформіну відсутній ризик збільшення маси тіла та спостерігається помірне зниження рівня ліпопротеїнів низької щільності і тригліцеридів у плазмі крові. Окрім цього, метформін може застосовуватися у комплексному лікуванні ожиріння разом із іншими препаратами.

### Експериментальні покази
Метформін усе частіше застосовується у лікуванні синдрому полікістозних яєчників, неалкогольних жирових захворювань печінки та передчасному статевому дозріванні — інших захворюваннях, які супроводжуються резистентністю до інсуліну. Ці покази до застосування натепер вважаються експериментальними. Переваги застосування метформіну при неалкогольних жирових захворюваннях печінки вивчені ще недостатньо, хоча згідно з результатами кількох рандомізованих клінічних досліджень виявлено значне покращення при його застосуванні у пацієнтів із даними захворюваннями, але доказів позитивного впливу метформіну при даній патології ще недостатньо.

#### Предіабет
Лікування метформіном осіб, які мають ризик розвитку цукрового діабету II типу, може зменшити імовірність розвитку цього захворювання, хоча значно краще для цієї мети підходять інтенсивні фізичні навантаження та корекція харчування. У великому дослідженні в США, що відоме під назвою «Програма профілактики цукрового діабету». учасники були розділені на три групи. Одна з груп отримувала плацебо, інша метформін, а третя група отримала рекомендації по змінах у способі життя, усі групи спостерігались у середньому протягом 3 років. Інтенсивна програма зміни способу життя включала 16 уроків вивчення дієти та фізичних вправ; учасникам дослідження було поставлене завдання знизити масу тіла на 7 % та дотримуватись фізичної активності не менше, ніж 150 хвилин на тиждень. Захворюваність на цукровий діабет була на 58 % нижчою у групі з модифікацією способу життя та на 31 % у групі, що отримувала метформін. Серед молодих людей із більш високим індексом маси тіла зміна способу життя не була більш ефективною за метформін, а для людей похилого віку із низьким індексом маси тіла метформін не був ефективнішим за плацебо у профілактиці цукрового діабету. Після 10 років спостережень захворюваність цукровим діабетом була на 34 % нижчою у групі з модифікацією способу життя і на 18 % нижчою в групі, яка отримувала метформін. Із результатів проведених досліджень незрозумілим залишається питання, чи сповільнює метформін прогресування предіабету у цукровий діабет (справжній профілактичний ефект), чи зниження ризику розвитку цукрового діабету виникло внаслідок цукрознижуючого ефекту метформіну (лікувальний ефект).

#### Синдром полікістозних яєчників
Для лікування синдрому полікістозних яєчників наприкінці 80-х років XX століття було запропоновано протидіабетичні препарати, оскільки при даному захворюванні часто виникає резистентність до інсуліну. Уперше про застосування метформіну при синдромі полікістозних яєчників повідомлялось у невеликому дослідженні, яке проводилось у Андському університеті у Венесуелі. Національний інститут здоров'я Великої Британії у 2004 році рекомендував жінкам із синдромом полікістозних яєчників та індексом маси тіла більше 25 застосовувати метформін для лікування ановуляторного синдрому і безпліддя, коли застосування інших методів лікування не принесло позитивних результатів. Проте у двох великих клінічних дослідженнях, які проводились у 2006—2007 роках, отримано переважно негативні результати: застосування метформіну при синдромі полікістозних яєчників не є ефективнішим за плацебо, а комбінація метформіну з кломіфеном не є ефективнішою, ніж монотерапія кломіфеном. Із урахуванням результатів даних досліджень, у наступних оглядах відзначається, що великі рандомізовані контрольовані дослідження в цілому не підтвердили перспективність такої терапії, яку було запропоновано в невеликих ранніх дослідженнях. Міжнародні рекомендації по лікуванню не рекомендують метформін як засіб першої лінії для лікування синдрому полікістозних яєчників, або взагалі не рекомендують його застосування, за винятком жінок зі зниженням толерантності до глюкози. У міжнародних рекомендаціях вказується, що кломіфен є препаратом першої лінії для лікування синдрому полікістозних яєчників, а також наголошується на важливості зміни способу життя незалежно від медикаментозного лікування.
На думку частини вчених, систематичний огляд 4 порівняльних досліджень метформіну і кломіфену вказує на їх однакову ефективність у лікуванні безпліддя, спричиненого синдромом полікістозних яєчників. Редакційна рада «BMJ» зазначила, що 4 дослідження дали позитивні результати застосування метформіну в пацієнток, у яких застосування кломіфену було неефективним, та запропонувала застосовувати метформін як препарат другої лінії, у випадках неефективності застосування кломіфену. У іншому огляді метформін рекомендується як препарат першої лінії для лікування синдрому полікістозних яєчників у зв'язку із тим, що він не тільки впливає на зниження явища ановуляції, але й позитивно впливає на резистентність до інсуліну, гірсутизм та ожиріння, що часто пов'язані із синдромом полікістозних яєчників. Кокранівський огляд, який включає 27 рандомізованих клінічних досліджень, показав, що метформін покращує овуляцію та сприяє настанню вагітності, особливо у поєднанні з кломіфеном, але при цьому не збільшується число живонароджених немовлят.

#### Гестаційний діабет
Кілька оглядових та рандомізованих досліджень вказують на те, що метформін так само ефективний і безпечний, як і інсулін, у лікуванні гестаційного діабету, а згідно результатів невеликих досліджень по типу «випадок-контроль» отримані дані, що діти цих матерів, які отримували під час вагітності метформін замість інсуліну, можуть бути здоровішими у неонатальному періоді. Але незважаючи на отримані дані, після опублікування вищезазначених досліджень були виявлені певні проблеми з інтерпретацією їх результатів, і тому досі відсутні точні докази довготривалої безпеки матері та дитини при застосуванні метформіну.

#### Додаткові ефекти, виявлені під час досліджень
Велике дослідження, проведене у вигляді «випадок-контроль», яке проводилось у MD Anderson Cancer Center, показало, що метформін може сприяти значному зниженню ризику розвитку раку підшлункової залози. Ризик раку підшлункової залози в учасників дослідження, які приймали метформін, був на 62 % нижчий, ніж у тих учасників дослідження, які не приймали лікарських препаратів; а в учасників дослідження, які приймали інсулін або препарати сульфонілсечовини, виявлено підвищення ризику розвитку раку підшлункової залози відповідно у 5 разів і 2,5 рази у порівнянні з тими учасниками дослідження. які не приймали лікарських препаратів. У дослідженні були певні обмеження, але причина цього зниження ризику поки що є незрозумілою. Спостереження, проведені в Університеті Данді, виявили зниження кількості випадків раку на 25-37 % у хворих діабетом, які приймали метформін.
Кілька епідеміологічних досліджень та досліджень «випадок-контроль» вказують на те, що хворі на цукровий діабет, які приймають метформін, можуть мати меншу ймовірність захворіти на рак у порівнянні з тими пацієнтами, які приймають інші цукрознижуючі засоби. Причини цього поки що залишаються невідомим, а результати цього дослідження потребують підтвердження в контрольованих дослідженнях.
Одне рандомізоване контрольоване дослідження вказує на те, що метформін гальмує збільшення маси тіла у хворих, які приймають атипові антипсихотичні препарати, особливо у поєднанні зі зміною образу життя (навчання, дієта і фізичні вправи).
У експерименті, проведеному в Національному інституті вивчення пробем старіння, тривалість життя мишей, які отримували метформін у відносно низьких дозах, збільшилась приблизно на 5 % у порівнянні із звичайною тривалістю життя мишей, і окрім цього, спостерігався більш пізній початок захворювань, пов'язаних із віком. Проте більш високі дози препарату виявились токсичними, і тривалість життя мишей, які отримували вищі дози метформіну, була невисокою.
Згідно повідомлень преси, вчені у США мають провести велике клінічне дослідження щодо ймовірності подовження життя осіб, які приймають метформін, та мають намір з початку 2016 року залучити до цього дослідження понад 3000 осіб у віці 70—80 років, у яких діагностовано рак, серцеві захворювання, старече недоумство або існує високий ризик виникнення даних захворювань. Дослідники сподіваються, що застосування метформіну дозволить збільшити середню тривалість життя людини до 110—120 років, оскільки подібні результати отримані в експериментах на лабораторних тваринах.

## Протипоказання
Метформін протипоказаний особам, що мають будь-які стани, що підвищують ризик виникнення лактатацидозу, в тому числі захворювання нирок (при рівні креатиніну в крові більше 150 мкм/л, хоча цей рівень є радше умовною межею), легень та печінки, алкоголізм. Згідно інформації виробників препарату, серцева недостатність, у тому числі нестабільна або гостра застійна серцева недостатність, підвищує ризик розвитку лактатацидозу при застосуванні метформіну. Але систематичний огляд контрольованих клінічних досліджень у 2007 році показав, що метформін є єдиним протидіабетичним препаратом, який є нешкідливим для хворих із серцевою недостатністю, та може зменшити смертність у порівнянні з іншими цукрознижуючими засобами.
Рекомендовано також припинити застосування метформіну за дві доби перед будь-яким обстеженням із введенням йодовмісних рентгенодіагностичних препаратів (наприклад, при КТ або ангіографії), оскільки рентгенконтрастна речовина може тимчасово знижувати функцію нирок, що може опосередковано призводити до виникнення лактатацидозу, а також уповільнювати виведення метформіну з організму. Рекомендовано відновлювати прийом метформіну через дві доби після застосування ретгеноконтрастних препаратів, після того, як відновлюється функція нирок.
Протипоказами до застосування метформіну є також підвищена чутливість до препарату, гіперглікемічна кома, кетоацидоз, гострий інфаркт міокарду, дегідратація, низькокалорійна дієта (менш ніж 1000 ккал/добу), лактатацидоз (у тому числі в анамнезі), вагітність та перод годування грудьми.

### Застереження до застосування
Метформін застосовується з обережністю у пацієнтів старших 60 років та особам, що займаються важкою фізичною працею (підвищений ризик виникнення лактатацидозу).

## Побічна дія

### Травна система
Найчастішими побічними ефектами метформіну — шлунково-кишкові розлади, в тому числі металічний присмак у роті, зниження апетиту, діарея, нудота, блювання, кишкові кольки і метеоризм. При застосуванні метформіну побічні ефекти з боку травної системи виникають частіше, ніж при застосуванні інших протидіабетичних препаратів.
У клінічному дослідженні, у якому взяло участь 286 пацієнтів; 53,2 % із 141 учасників, які приймали метформін із негайним вивільненням, повідомили про виникнення діареї у порівнянні з 11,7 % у групі плацебо; і 25,5 % повідомили про виникнення нудоти і блювання у порівнянні з 8,3 % у групі плацебо.
Шлунково-кишкові розлади можуть створювати великі незручності пацієнту, вони виникають частіше при першому застосуванні препарату або при збільшенні його дози. Появі цих ускладнень можна запобігти, якщо розпочинати прийом препарату із низьких доз (1—1,7 г на добу) із поступовим збільшенням дози. Шлунково-кишкові розлади при постійному і тривалому застосуванні виникають рідше.
Тривале застосування метформіну пов'язане із підвищенням рівня гомоцистеїну та порушенням всмоктування вітаміну B12. Високі дози препарату і його тривале застосування пов'язані із підвищенням захворюваності на недостатність вітаміну B12, і частина вчених рекомендує проводити раннє виявлення і профілактику таких станів.

### Лактатацидоз
Лактатацидоз є найважчим побічним ефектом, який може виникнути при застосуванні бігуанідів. Інший бігуанід, фенформін, відкликаний із фармацевтичного ринку у зв'язку із високим ризиком розвитку лактатацидозу (40—64 випадки на мільйон людино-років). Але метформін є безпечнішим за фенформін. Це ускладнення призастосуванні метформіну спостерігається вкрай рідко, і більшість таких випадків пов'язані із супутніми станами, такими як порушення функції печінки або нирок.
Метаболізм молочної кислоти у печінці при застосуванні метформіну сповільнюється у зв'язку з тим, що лактат є субстратом для печінкового глюконеогенезу — процесу, який інгібує метформін. У здорових осіб цей надлишок просто видаляється за допомогою інших механізмів (у тому числі виведення нирками. якщо їх функція непорушена), і відбувається лише незначне підвищення рівня лактату в крові. Але при порушеннях функції нирок виведення метформіну і лактату уповільнюється, що призводить до збільшення їх концентрації у крові та внаслідок цього призводить до виникнення лактатацидозу за рахунок накопичення молочної кислоти. Оскільки метформін знижує поглинання печінкою лактату, будь-який стан, що може спричинити лактатацидоз, є протипоказом до його застосування. Найчастішими причинами виникнення лактатацидозу є алкоголізм (унаслідок виснаження запасів НАД+), серцева недостатність та захворювання дихальної системи (внаслідок насичення тканин киснем), а захворювання нирок є найчастішою причиною порушення виведення молочної кислоти з організму.
Окрім цього, є припущення, що метформін підвищує утворення лактату в тонкому кишечнику, що потенційно може сприяни розвитку лактатацидозу в хврорих із факторами ризику. Проте клінічне значення цього явища невідоме, а ризик метформін-індукованого лактатацидозу найчастіше пов'язаний із порушенням метаболізму молочної кислоти в печінці, а не збільшенням його утворення в тонкому кишечнику.

### Інші побічні ефекти
у дослідженнях виявлено, що метформін знижує рівень тиреотропного гормону в крові хрорих на гіпотиреоз, а у чоловіків знижує рівень тестостерону. Клінічне знчення цих явищ поки що невідоме. При алергії до препарату можливо виникнення висипань на шкірі, у поодиноких випадках спостерігається розвиток мегалобластної анемії.
У віх випадках виникнення побічних ефектів слід відмінити препарат або зменшити його дозу.

### Взаємодія з іншими лікарськими препаратами
Блокатор H2-гістамінових рецепторів циметидин призводить до збільшення концентрації метформіну в плазмі крові за рахунок зниження виведення препарату нирками, а оскільки метформін та циметидин виводяться шляхом канальцевої секреції, то катіонна форма циметидину може конкурувати із метформіном за один і той же шлях виведення із організму. Невелике подвійне сліпе рандомізоване дослідження показало, що цефалексин також збільшує концентрацію метформіну в крові за аналогічним механізмом. Теоретично будь-який катіонний препарат (амілорид, дигоксин, морфін, прокаїнамід, хінідин, хінін, ранітидин, тріамтерен і ванкоміцин) може призвести до аналогічного ефекту. Метформін несумісний із етанолом (виникнення лактатацидозу). З обережністю метформін призначають із непрямими антикоагулянтами. Похідні сульфонілсечовини, інсулін, акарбоза, інгібітори МАО, окситетрациклін, інгібітори АПФ, клофібрат, циклофосфамід і саліцилати посилюють дію метформіну. При одночасному застосуванні з пероральними глюкокортикоїдами та гормональними контрацептивними препаратами, адреналіном, глюкагоном, гормонами щитоподібної залози, похідними фенотіазину, тіазидними діуретиками, похідними нікотинової кислоти існує ймовірність зниження гіпоглікемічної дії метформіну. Ніфедипін підвищує всмоктування метформіну, збільшує його максимальну концентрацію та уповільнює його виведення з крові.

## Форми випуску
Метформін випускається у вигляді таблеток із негайним вивільненням діючого препарату по 0,25 та 0,5 г і таблеток із сповільненим вивільненням діючої речовини по 0,85 та 1,0 г. Метформін випускається також у формі таблеток у комбінації з іншими пероральними цукрознижуючими препаратами: глібенкламідом, розиглітазоном, піоглітазоном, ситагліптином, вілдагліптином, саксагліптином, лінагліптином, алогліптином, репаглінідом, дапагліфлозином, канагліфлозином, акарбозою, гемігліптином, емпагліфлозином та гліклазидом.

## Дозування

Таблетки метформіну (500 мг), які продаються у Великій Британії.

Метформін застосовується перорально, під час або безпосередньо після їжі. Пацієнти, які не отримують інсулін, приймають препарат по 1 граму 2 рази на добу або по 500 мг 3 рази на добу перші три доби, пізніше з 4 до 14 дня — по 1 г 3 рази на добу. За 15 діб дозування метформіну можна зменшити з урахуванням концентрації глюкози у крові та сечі. Підтримуюча добова доза становить 1—2 г. Таблетки ретард (850 мг) приймають по одній зранку і ввечері. максимальна добова доза препарату становить 3 г. При одночасному застосуванні інсуліну в дозі до 40 од/добу режим дозування метформіну не змінюється, у таких випадках дозу інсуліну можна поступово знижувати (на 4—8 одиниць/добу через день). При дозі інсуліну більше 40 од/добу застосування метформіну та зниження дози інсуліну потребують обережності та проводяться виключно в стаціонарі.

### Передозування
Огляд повідомлень про навмисні та ненавмисні випадки передозування метформіну, що проводився протягом 5 років, показав, що випадки серйозних побічних явищ препарату є рідкими, хоча у літніх пацієнтів вони можуть спостерігатися частіше. Аналогічне дослідження, у якому зареєстровані випадки передозування аналізувалися у центрі контролу за отрутами Техасу протягом 2000—2006 років, показало, що застосування препарату в дозі більше 5 г на добу часто призводило до серйозних наслідків у дорослих. У медичній літературі описані випадки виживання осіб, які свідомо приймали 63 г метформіну. Випадки смертельного передозування метформіну трапляються, але рідко. У здорових дітей дози менш ніж 1,7 г/добу не викликають значних токсичних ефектів.
Найрозповсюдженішими симптомами передозування є нудота, блювання, біль у животі, діарея, тахікардія, сонливість, рідше гіперглікемія або гіпоглікемія. Головним і потенційно найбільш небезпечним для життя ускладненням передозування метформіну є лактатацидоз, який призводить до накопичення молочної кислоти в організмі. Хворі, у яких виявлено симптоми лактатацидозу, потребують негайної госпіталізації. Специфічний антидот при лактатацидозі відсутній. На початкових стадіях можливе застосування гідрокарбонату натрію, хоча великі дози цього засобу не рекомендуються у зв'язку із можливістю збільшення внутрішньоклітинного ацидозу. При ацидозі, симптоми якого не зменшуються після застосування гідрокарбонату натрію, необхідно проведення стандартного гемодіалізу або безперервної вено-венозної гемофільтрації. Окрім цього, ці методи досить ефективні для видалення метформіну з плазми крові у зв'язку із тим, що метформін не зв'язується з білками плазми і є низькомолекулярною сполукою, а також для попередження накопичення лактату в крові.
Визначення рівня метформіну в плазмі або сироватці крові можливе для контролю лікування, для підтвердження діагнозу передозування у госпіталізованих пацієнтів або при проведенні судово-медичної експертизи для встановлення причини смерті. Концентрація метформіну в крові зазвичай становить 1—4 мг/л у осіб, які застосовували препарат для лікування, 40—120 мг/л у осіб із передозуванням та 80-200 мг/л при смертельних випадках. найчастіше застосовуються хроматографічні методи визначення препарату.
При застосуванні дози 85 г метформіну не спостерігався розвиток гіпоглікемії, навіть якщо при застосуванні такої дози препарату спостерігався лактатацидоз, який виникає як при передозуванні препарату, так і наявністю факторів ризику виникнення даного ускладнення. Ранніми симптомами лактатацидозу є підвищення температури тіла, біль у животі, міалгія, пізніше також спостерігаються тахіпное, запаморочення, порушення свідомості аж до розвитку коми.

## Застереження
Під час лікування метформіном необхідно контролювати функцію нирок; визначення концентрації лактату необхідно проводити не рідше, ніж 2 рази на рік, а також при появі міалгії. При розвитку лактатацидозу слід негайно відмінити метформін. Не рекомендується призначення препарату в разі небезпеки розвитку дегідратації. При великих хірургічних втручаннях і травмах, а також опіках, інфекційних захворюваннях із лихоманковим синдромом, може виникнути потреба у відміні пероральних цукрознижуючих засобів та призначення інсуліну. При застосуванні метформіну з препаратами сульфонілсечовини необхідний ретельний контроль концентрації глюкози в крові. Комбіноване застосування метформіну з інсуліном рекомендовано проводити у стаціонарі.